# Suzanne Ford
Suzanne Ford (* 22. září 1949, Auburn, USA) je americká herečka, především divadelní, ale věnující se i televizním seriálům a filmům.

## Počátky
Rodačka ze státu New York se před televizní kamerou poprvé objevila již v roce 1977, konkrétně v televizním filmu The Deadliest Season, kde si zahrála třeba i Meryl Streep. Následně se však věnovala spíše divadlu.

## Kariéra
Divadlu se věnovala především v New Yorku a v Los Angeles. Před kameru se vrátila až v roce 1998, a to v seriálu Pomsta s.r.n.. Dále působila jako epizodní herečka v seriálech, a konkrétně jsme jí mohli vidět např. v seriálech Přátelé, Gilmorova děvčata, Dr. House, Jak jsem poznal vaši matku, Sběratelé kostí nebo Můj přítel Monk.
Ve filmech se objevovala jen sporadicky, a tak jí znát můžeme například pouze ze snímků, jako My dva a křen nebo Líbánky s matinkou.

## Filmografie
- 1977 The Deadliest Season (TV film)
- 1998 Pomsta s.r.n. (TV seriál)
- 2000 Křižovatky medicíny (TV seriál)
- 2002 For the People (TV seriál)
- 2003 Přátelé (TV seriál), Gilmorova děvčata (TV seriál), Happy Family (TV seriál), 3 Minuty
- 2004 Červen (TV film), The Stones (TV seriál)
- 2005 Dr. House (TV seriál), Las Vegas: Kasino (TV seriál), Raw Footage, Jack & Bobby (TV seriál)
- 2006 Kitchen Confidental (TV seriál), Crumbs (TV seriál), The ´70s Show (TV seriál), Show Franka & Judy (TV seriál), Jak jsem poznal vaši matku (TV seriál), My dva a křen, Líbánky s matinkou
- 2007 Santa Croce, Dům na prodej (TV film), Sběratelé kostí (TV seriál)
- 2008 Uncross the stars, Informátoři
- 2009 Můj přítel Monk (TV seriál)
- 2010 Assisting Venus